# Poema-pocket
Poema-pocket is een boekenreeks van heruitgaven van populaire boektitels in pocketformaat, bestemd voor de Nederlandstalige markt. Het merendeel van deze titels is afkomstig van Luitingh-Sijthoff. De eerste Poema-pockets verschenen in 1994 en zijn ingedeeld in verschillende genres: spanning, romans, fantasy en non-fictie.

## Genres van Poema-pocket
Spanning

In deze categorie behoren thrillers, crime, horror en detectives van bekende auteurs als Dan Brown, Stephen King, Robert Ludlum, Dean Koontz, Mo Hayder, Jonathan Kellerman, Patricia Cornwell, Mary Higgins Clark en Val McDermid.
Roman

In deze populaire fictie categorie behoren literaire romans en historische romans, romance en chicklit met titels van auteurs als Danielle Steel, Jill Mansell, Julia Alvarez, Alexander McCall Smith, Barbara Taylor Bradford en Joanne Harris.
Fantasy

De Poema-pockets uit het fantasy-genre worden vertegenwoordigd door boeken met auteurs als Tad Williams, Margaret Weis & Tracy Hickman, Stephen King, Juliet Marillier, Robyn Hobb (Margaret Lindholm) en Raymond Feist.
Non-fictie

Tot de Poema Non-fictie behoren waargebeurde bewogen vrouwenlevens, biografieën, uitgaven over sport, reizen, filosofie en spiritualiteit van uiteenlopende auteurs. 
Waargebeurde verhalen van Carmen bin Ladin: Het gesloten koninkrijk, aan Doris G: Monddood, Anna Meijerink: Vlucht uit het land van de vrijheid en Erna Gianotten: Het gouden licht van Afrika.
Spiritualiteit, filosofie en gezondheid: Ayn Rand: De eeuwige bron; Kay Redfield Jamison: De onrustige geest.